# Домпјер ле Тијел
Домпјер ле Тијел (фр. Dompierre-les-Tilleuls) насеље је и општина у источној Француској у региону Франш-Конте, у департману Ду која припада префектури Понтарлије.
По подацима из 2011. године у општини је живело 240 становника, а густина насељености је износила 18,55 становника/km². Општина се простире на површини од 12,94 km². Налази се на средњој надморској висини од 852 метара (максималној 887 m, а минималној 804 m).

## Демографија
| 1962. | 1968. | 1975. | 1982. | 1990. | 1999. | 2011. |
| ----- | ----- | ----- | ----- | ----- | ----- | ----- |
| 167   | 214   | 182   | 180   | 207   | 210   | 240   |

График промене броја становника у току последњих година